# Путятин, Николай Сергеевич
Князь Николай Сергеевич Путятин (22 августа 1862 — 24 июля 1927, Сент-Женевьев-де-Буа) — русский морской офицер, контр-адмирал.

## Биография
Сын отставного лейтенанта флота князя Сергея Александровича Путятина (1832—1889) и Натальи Алексеевны княгини Путятиной (умерла 1899). Младший брат М. С. Путятитна.
В 1878 году поступил в службу. 12 апреля 1881 — гардемарин.
1882 — мичман. 1888 — флаг-офицер при Младшем флагмане Практической эскадры. 1888 год лейтенант.
В 1895 году окончил Минный офицерский класс, минный офицер 1-го разряда. В 1897 году окончил курс военно-морских наук Николаевской морской академии.
1901 — капитан 2-го ранга. В 1900 году старший офицер эскадренного броненосца «Ростислав».
В 1903 — командир яхты Его Императорского Высочества Великого Князя Михаила Александровича «Зарница».
1906 — флаг-капитан штаба командующего Практического отряда обороны побережья Балтийского моря.
1906 — командир яхты Его Императорского Высочества Великого Князя Михаила Александровича «Зарница».
1907 — капитан 1-го ранга. 1911 — командир яхты «Алмаз».
19 декабря 1911 — командир линейного корабля «Три Святителя».
1913 — командующий под брейд-вымпелом Учебного отряда Черноморского флота. 6 декабря 1913 — контр-адмирал. Начальник учебного отряда Черноморского флота. С 1917 года — в отставке. В 1918—1920 годах — в Вооружённых силах Юга России. Эвакуирован на пароходе «Константин».
В эмиграции жил в Париже. Умер в Русском доме в Сент-Женевьев-де-Буа.

## Награды
- Датский орден Данеборга 3-й степени (1892).
- Серебряная медаль в память Царствования императора Александра III (1896).
- Серебряная медаль в память Священного Коронования Николая II (1896).
- Сиамский орден Белого Слона 4-го класса (1897).
- Прусский орден Красного Орла 4 класса (1897).
- Орден Святого Станислава 2-й степени (6.12.1899).
- Турецкий орден Османие 3 степени (1901).
- Болгарский орден Святого Александра 3 степени (1901).
- Румынский орден Короны большой офицерский крест (1901).
- Датский орден Данеборга командорский крест 2- го класса (1903).
- Орден Святой Анны 2-й степени (22.11.1903).
- Мекленбург-Шверинского герцогства орден Грифона командорский крест (1905).
- Светло — бронзовая юбилейная медаль в память обороны Севастополя на Владимирской ленте (1907).
- Орден Святого Владимира 4-й степени с бантом за 25 лет (1907).
- Норвежский орден Олафа командорский крест 2- го класса (1909).
- Знак в память 200 — летнего юбилея Гвардейского флотского экипажа (1910).
- Золотой знак в память окончания полного курса наук Морского корпуса (1910).
- Орден Святого Владимира 3-й степени (10.04.1911) и мечи к нему (14.03.1916).
- Бухарский орден Золотая звезда 1-й степени (1911).
- Светло — бронзовая медаль в память 100 — летия Отечественной войны 1812 года (1912).
- Светло — бронзовая медаль в память 300 — летия Царствования дома Романовых (1913).
- Орден Святого Станислава 1-й (6.12.1914) и мечи к нему (4.05.1915).
- Светло — бронзовая медаль в память 200 — летия Гангутской победы (1915).
- Орден Святой Анны 1-й степени с мечами (13.07.1915).

## Семья
Был женат на Марии Ивановне Ендогуровой (1869—1964), дочери контр-адмирала И. А. Ендогурова. Их дочь Ольга Николаевна Одинцова (Путятина) (родилась в 1890).